# アメリカ領サモア選出のアメリカ合衆国下院議員
アメリカ領サモア選出のアメリカ合衆国下院議員は、アメリカ合衆国・アメリカ領サモア選出の下院議員である。下院への出席権はあるが、本会議での議決権は有していない。

## 沿革
1970年、アメリカ領サモアはワシントンD.C.に常駐する代表を設置した。これは1968年にグアムが設置した役職に倣ったもので、米国議会でロビー活動を行い、議会に代表者を送る権利を求めていた。
1978年10月31日、公法95-556（本文）が成立し、アメリカ領サモアは議決権を持たない代表を連邦下院に送り出せるようになった。
1980年、初の下院議員選挙が行われ、フォフォ・スニアが当選を果たした。以来、民主党の候補が当選し続けていたが、2015年、初の共和党候補アマタ・コールマン・レイドワーゲンが当選した。

## アメリカ領サモア準州全州選挙区
アメリカ領サモア準州全州選挙区(英語: American Samoa's at-large congressional district)は、アメリカ合衆国連邦下院の選挙区。定数1人の小選挙区制。1978年10月31日設置。

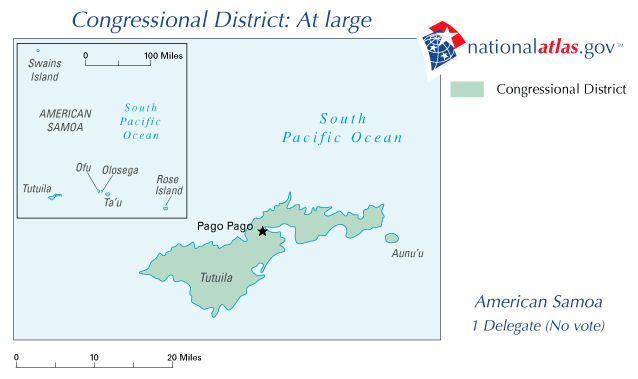
アメリカ領サモア準州全州選挙区

### 区域
アメリカ領サモア - 全域

### データ(2010年)
- 人口 - 55,519人 (有権者登録数: 16,343人[3][4])
- 面積 - 77平方マイル（200 km2）
- 民族構成：サモア系（88.86%）、トンガ系（2.91%）、フィリピン系（2.19%）[5]

## 代表一覧

### 住民代表
| No. | 期間            | 氏名             |
| --- | --------------- | ---------------- |
| 1   | 1970年 - 1974年 | A・U・フイマオノ |
| 2   | 1975年 - 1977年 | A・P・ルタリ     |

### 議決権のない代議員
| 議会                           | 氏名                               | 政党   |
| ------------------------------ | ---------------------------------- | ------ |
| 1978年10月31日設置（第95議会） |                                    |        |
| 第96議会 （1979年 - 1981年）   | 空席                               | 空席   |
| 第97議会 （1981年 - 1983年）   | フォフォ・スニア                   | 民主党 |
| 第98議会 （1983年 - 1985年）   | フォフォ・スニア                   | 民主党 |
| 第99議会 （1985年 - 1987年)    | フォフォ・スニア                   | 民主党 |
| 第100議会 （1987年 - 1989年）  | フォフォ・スニア                   | 民主党 |
|                                | 空席 1988年9月6日 – 1989年1月3日   |        |
| 第101議会 （1989年 - 1991年）  | エニ・ファレオマバエガ             | 民主党 |
| 第102議会 （1991年 - 1993年）  | エニ・ファレオマバエガ             | 民主党 |
| 第103議会 （1993年 - 1995年）  | エニ・ファレオマバエガ             | 民主党 |
| 第104議会 (1995年 - 1997年）   | エニ・ファレオマバエガ             | 民主党 |
| 第105議会 （1997年 - 1999年）  | エニ・ファレオマバエガ             | 民主党 |
| 第106議会 （1999年 - 2001年）  | エニ・ファレオマバエガ             | 民主党 |
| 第107議会 （2001年 - 2003年)   | エニ・ファレオマバエガ             | 民主党 |
| 第108議会 （2003年 - 2005年）  | エニ・ファレオマバエガ             | 民主党 |
| 第109議会 （2005年 - 2007年）  | エニ・ファレオマバエガ             | 民主党 |
| 第110議会 （2007年 - 2009年）  | エニ・ファレオマバエガ             | 民主党 |
| 第111議会 （2009年 - 2011年）  | エニ・ファレオマバエガ             | 民主党 |
| 第112議会 （2011年 - 2013年）  | エニ・ファレオマバエガ             | 民主党 |
| 第113議会 （2013年 - 2015年）  | エニ・ファレオマバエガ             | 民主党 |
| 第114議会 （2015年 - 2017年）  | アマタ・コールマン・レイドワーゲン | 共和党 |
| 第115議会 （2017年 - 2019年）  | アマタ・コールマン・レイドワーゲン | 共和党 |
| 第116議会 （2019年 - 2021年）  | アマタ・コールマン・レイドワーゲン | 共和党 |
| 第117議会 （2021年 - 2023年）  | アマタ・コールマン・レイドワーゲン | 共和党 |